# Apoxiómeno

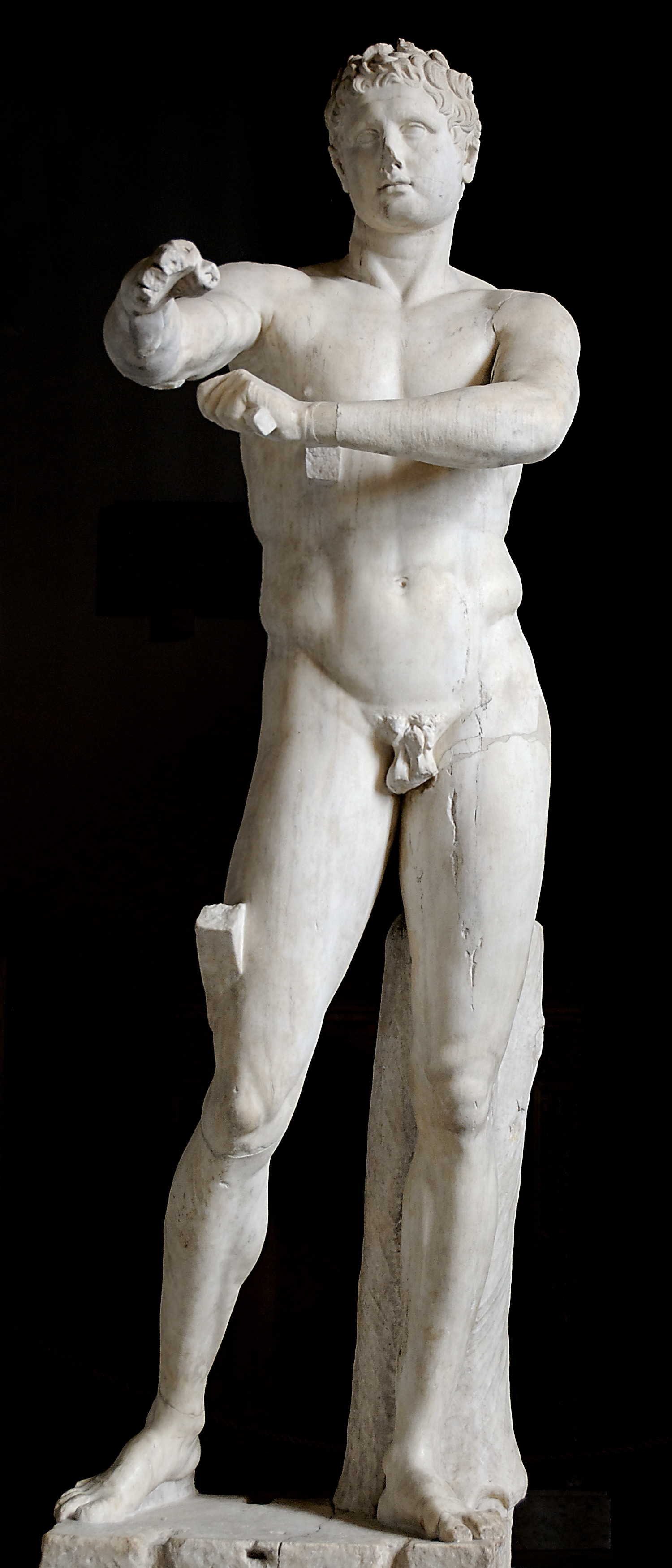
Apoxiómeno del Vaticano, copia romana en mármol.

Apoxiómeno (en griego antiguo ἀποξυόμενος / apoxuómenos ‘el que se raspa’, de ἀποξύω / apoxúô ‘raspar’) es uno de los temas tradicionales y predilectos de la escultura votiva de la Antigua Grecia que representa a un joven atleta, sorprendido limpiándose con un raspador el polvo, sudor y ungüento de su cuerpo con el pequeño instrumento curvo que los romanos llamaban estrígile.
El Apoxiómeno más famoso de la Antigüedad clásica fue el bronce de Lisipo de Sición, el escultor de la corte de Alejandro Magno, que la realizó en el 320 a. C. El original se ha perdido, pero se conoce su existencia por la descripción de Plinio el Viejo en su Naturalis Historia.
La mejor representación que se ha conservado, en mármol, la tenemos en el Apoxiómeno del Vaticano, copia del siglo I d. C. del original griego de Lisipo. Por otra parte, en bronce, se conserva el Apoxiómeno de Croacia, del siglo II o I a. C.

## Copias y variantes

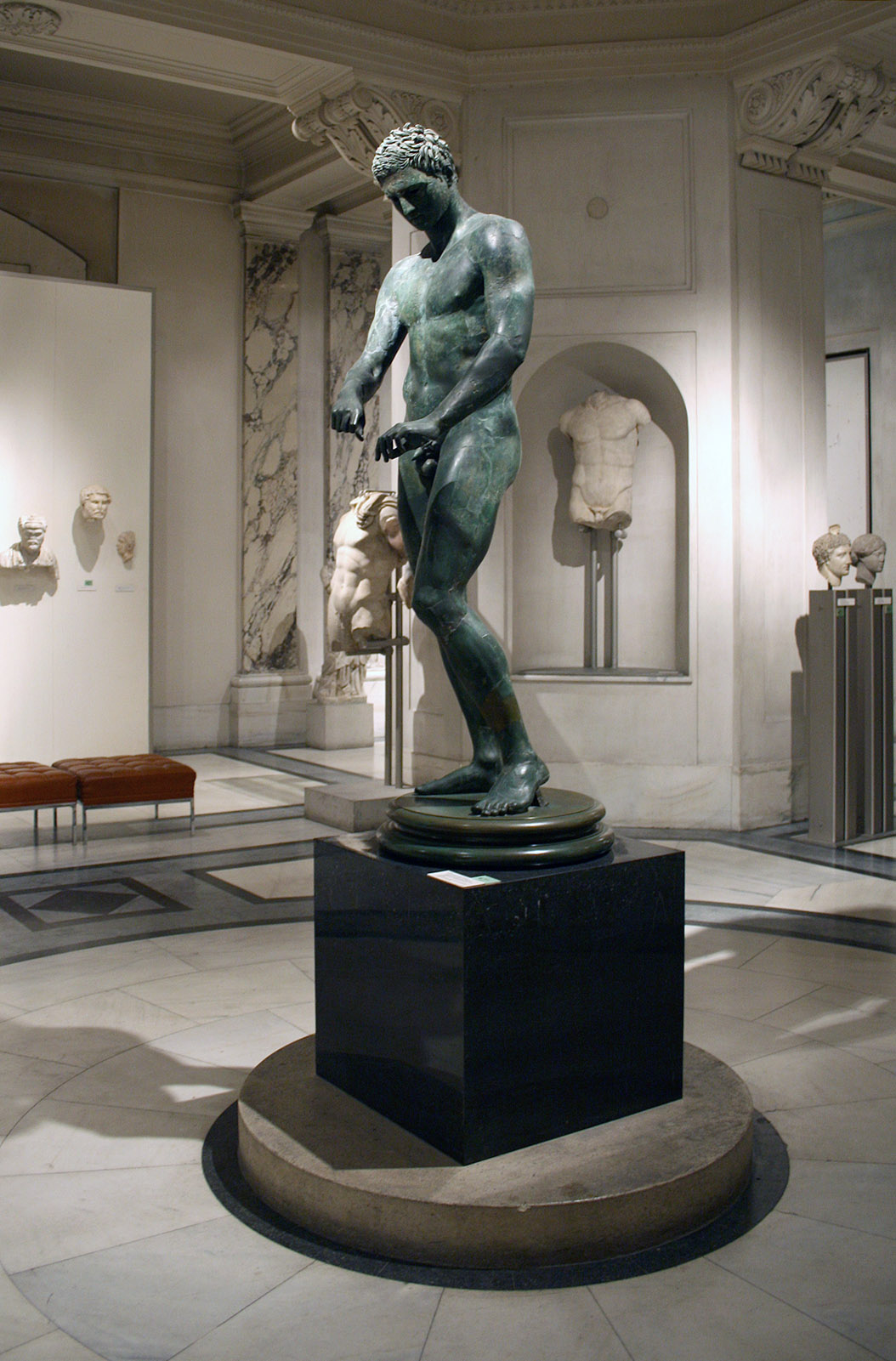
Apoxiómeno de Éfeso.

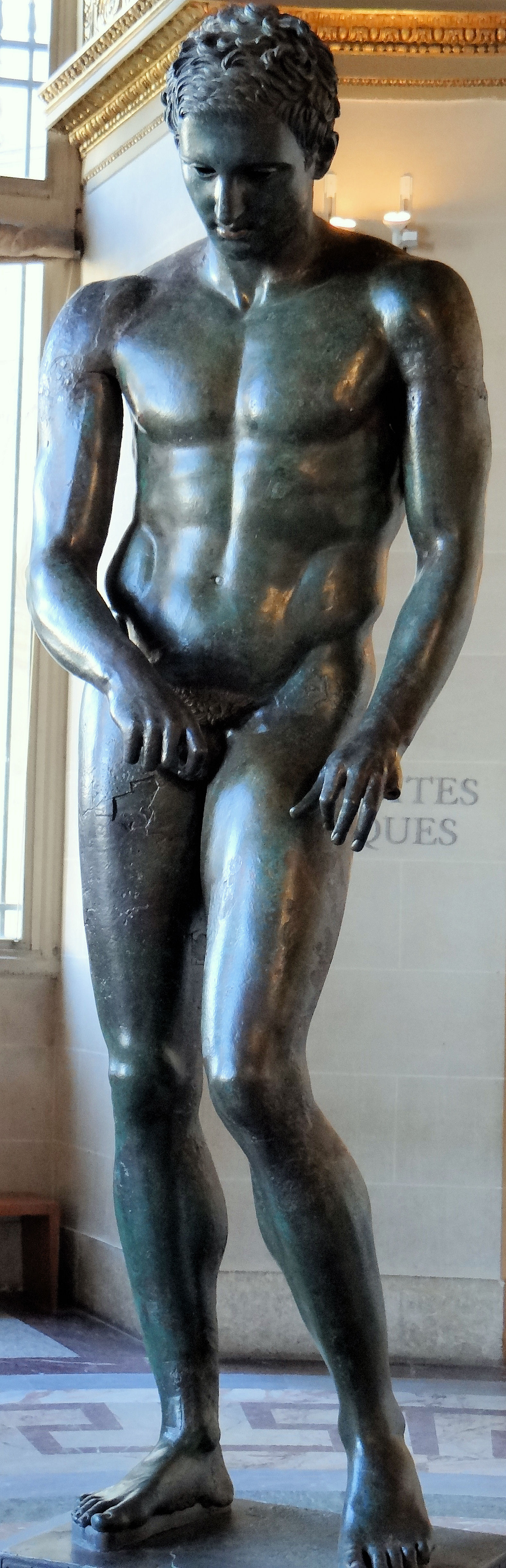
Apoxiómeno de Croacia.

El Apoxiómeno del Vaticano es el ejemplar que se conserva considerado como copia más fiel del original de Lisipo. Se trata de una estatua de mármol que fue encontrada en 1849 durante las excavaciones de un edificio en el barrio romano del Trastévere.
Un torso muy dañado se conserva en el Museo Nacional Romano. De origen desconocido, ha sido identificado en 1967, pero la postura está invertida. Otro torso, que decora la fachada del Edificio M (probablemente una biblioteca) en Side (Panfilia), ha sido identificada como una variante en 1973. Por último, un torso de proporciones mucho más reducidas, descubierto en Fiesole (Toscana) se ha relacionado con el Apoxiómeno, pero su autenticidad ha sido contestada. La relativa ausencia de copias se explica mal, ya que Roma tenía varios talleres de copistas. Además, ningún obstáculo técnico debería haber impedido la realización de modelados: Plinio no menciona ningún dorado con pan de oro.
Un tipo diferente se descubrió en Éfeso en 1898. La estatua, de bronce, se conservaba en el Kunsthistorisches Museum de Viena (Inv. 3168). Con una altura de 1,92 metros, esta copia romana representa un atleta musculado que, al terminar de rascarse el cuerpo limpia el estrígile, lo sostiene con su mano derecha y quita el sudor y el polvo del rascador con el dedo índice y el pulgar de la mano izquierda. La posición de las piernas y el movimiento de torsión están invertidos con respecto al Apoxiómeno del Vaticano. Contrariamente a este, que parece mirar al vacío, el atleta de Éfeso está concentrado en su tarea.
Otro ejemplar de bronce, el Apoxiómeno de Croacia, fue descubierto en 1996 en el mar Adriático, rescatado en 1999 y en restauración hasta 2005. Su apariencia es similar al Apoxiómeno de Éfeso y de la cabeza que se conserva en el Museo de Arte Kimbell de Fort Worth (Texas). La particularidad del Apoxiómeno de Croacia es la de estar prácticamente completo (le falta el dedo meñique de la mano izquierda), en un estado de conservación excepcional y de estar aún sobre su antiguo plinto.